# San Miguel del Robledo
San Miguel del Robledo – gmina w Hiszpanii, w prowincji Salamanka, w Kastylii i León, o powierzchni 10,39 km². W 2011 roku gmina liczyła 73 mieszkańców.